# أنطونيو فارغاس
أنطونيو فارغاس (بالإنجليزية: Antonio Fargas)‏ مواليد 14 أغسطس 1946 في نيويورك، نيويورك، الولايات المتحدة، هو ممثل أمريكي بدأ مسيرته الفنية سنة 1963.

## الأعمال
- شافت
- غسيل السيارات
- طفلة جميلة
- درايفر 2

## وصلات خارجية
- أنطونيو فارغاس على موقع IMDb (الإنجليزية)
- أنطونيو فارغاس على موقع ألو سيني (الفرنسية)
- أنطونيو فارغاس على موقع أول موفي (الإنجليزية)
- أنطونيو فارغاس على موقع قاعدة بيانات برودواي على الإنترنت (الإنجليزية)
- أنطونيو فارغاس على موقع قاعدة بيانات الأفلام السويدية (السويدية)
- أنطونيو فارغاس على موقع إن إن دي بي (الإنجليزية)
- أنطونيو فارغاس على موقع ديسكوغز (الإنجليزية)
- أنطونيو فارغاس على موقع قاعدة بيانات الفيلم (الإنجليزية)
- أنطونيو فارغاس على موقع كينوبويسك (الروسية)
- الموقع الرسمي